# 塞沃利亞 (新墨西哥州)
塞沃利亞（英語：Cebolla）是位於美國新墨西哥州里奧阿里巴縣的非建制地區。

## 歷史
塞沃利亞的郵局自1910年營運至今。

## 地理
塞沃利亞所處的海拔為高於海平面2329米（即7641英呎），而該地所採用的時區為UTC-7，即北美山地时区（MST）。同時該地設有夏令時間，為UTC-7調快一小時，即UTC-6（MDT）。